# NGC 1278
NGC 1278 é uma galáxia elíptica (E) localizada na direcção da constelação de Perseus. Possui uma declinação de +41° 33' 49" e uma ascensão recta de 3 horas, 19 minutos e 54,1 segundos.
A galáxia NGC 1278 foi descoberta em 17 de Outubro de 1786 por William Herschel.